# Freddie Fu
Freddie H. Fu (傅浩強, pinyin : Fù Hàoqiáng; Hong Kong, 11 de diciembre de 1950-Pittsburgh, 24 de septiembre de 2021), fue un cirujano ortopédico hongkonés estadounidense especialista en medicina deportiva y cirugía ortopédica, Profesor David Silver y presidente del Departamento de Cirugía Ortopédica de la Facultad de Medicina de la Universidad de Pittsburgh. En 2010 fue nombrado por la Universidad de Pittsburgh como el octavo profesor de servicio distinguido.

## Carrera y logros
Obtuvo su doctorado en Medicina por la Universidad de Pittsburgh. Fue un miembro activo, perteneció a numerosas organizaciones académicas, incluyendo la Sociedad Herodicus, la Asociación Ortopédica Estadounidense y la Fundación de Investigación y Educación Ortopédica (OREF). En 2008, la Sra. Fu hizo un compromiso de $ 1 millón con OREF para financiar un nuevo premio de investigación. Este premio apoya la investigación dirigida por un investigadora cirujana ortopédica sobre un tema relacionado con la medicina deportiva o por un investigador de cirujano ortopédico de cualquiera de los dos géneros sobre un tema de especial interés para las atletas. 
Fu fue presidente de la Sociedad Ortopédica de Pensilvania y, en 2008, asumió la presidencia de la Sociedad Ortopédica Estadounidense de Medicina del Deporte (AOSSM) y fue el primer presidente de origen extranjero en los 40 años de historia de AOSSM. En 2009, fue nombrado presidente de la Sociedad Internacional de Artroscopia, Cirugía de la Rodilla y Medicina Deportiva Ortopédica, "Naciones Unidas de Medicina del Deporte", con una membresía de 4000 médicos de 96 países. En 2011 recibió el Premio de Diversidad de la Academia Americana de Cirujanos Ortopédicos (AAOS) que reconoce a miembros académicos que se han distinguido por su destacado compromiso de hacer el campo de la cirugía ortopédica más representativo y accesible a diversas poblaciones de pacientes . Fu es el noveno receptor del premio de la diversidad y del primer americano asiático. En 2012, Fu recibió el Premio de Liderazgo Deportivo de Dapper Dan Charities , que posteriormente fue renombrado Freddie Fu Sports Leadership Award y permanecerá en perpetuidad.
Falleció a los setenta años debido a un melanoma.

## Investigación Ortopédica Pitt
Su equipo actualmente tiene más de 100 estudios completados o en curso para evaluar los méritos del enfoque anatómico viendo la rodilla como un órgano. También tiene colaboraciones en curso con K. Christopher Beard, Ph.D., un paleontólogo de vertebrados, y otros curadores en el Museo Carnegie de Historia Natural y veterinarios en el Zoológico de Pittsburgh . Además, Fu estuvo trabajando estrechamente con C. Owen Lovejoy, Ph.D., un antropólogo de la Universidad Estatal de Kent , quien reconstruyó el esqueleto de "Lucy", el fósil casi completo de un antepasado humano que caminó erguido hace más de tres millones de años. Estas colaboraciones permitieron un estudio detallado de la evolución y la anatomía ósea y de los tejidos blandos de la rodilla.

## Cirugía de reconstrucción del ACL
En 1987 Fu fue concedido un subsidio de la fundación de Whitaker para la "estabilidad glenohumeral: Un modelo dinámico". Esto condujo a más estudios de cinemática conjunta y a sus colaboraciones en la cirugía de ACL con Scott Tashman en el laboratorio de Biodinámica de Pitt. Fu realizó más de 6000 cirugías ACL desde 1982 y fue un líder mundial en la reconstrucción anatómica de la ACL.